# Aldo Rizzardi
William Aldo Pederzoli Rizzardi (Legnano, 16 de julio de 1936-Cuernavaca, 7 de enero de 1999) fue un acordeonista ítalo-mexicano.

## Biografía
Se graduó en Conservatorio de Milán, alumno de Luigi Oreste Anzaghi, y también estudió piano con Ettore Pozzoli. Fue dos años seguidos ganador de la competencia nacional de acordeón. En 1953 quedó segundo en el Campeonato Mundial de Acordeón en Copenhague. En 1956 salió de Italia y durante un año dirigió la orquesta de música ligera "I Gondolieri" en La Habana. En 1957 se radicó en México, donde pasó el resto de su vida. Ha actuado con las principales orquestas mexicanas, tocando conciertos para acordeón y orquesta (incluyendo el concierto de Nikolai Chaikin). Grabó 20 discos de larga duración de 1957 a 1977, principalmente con música latinoamericana y de baile, las grabaciones seleccionadas se relanzaron en 2004 en CD.
Fue hermano de Sergio Rizzardi, también acordeonista y laureado de concursos nacionales italianos, el cual se unió a él en México en 1961.